# Roknolmolk
Mirza Soleyman Khan Shirazi, bekannt als Roknolmolk (persisch رکن الملک‎, [ɾocnolmolk]; * 1839; † 1914), war der Stellvertreter des Gouverneurs von Isfahan. Er war auch Lyriker und Gründer der Mohammad Jafar Abadei-Tekiyeh und Roknolmolk-Moschee in Tacht-e-Fulad. Sein Grabmal ist in der Roknolmolk-Moschee.